# Rhynchostegium scariosum
Rhynchostegium scariosum là một loài Rêu trong họ Brachytheciaceae. Loài này được (Taylor) A. Jaeger miêu tả khoa học đầu tiên năm 1878.